# 丹尼斯·切雷舍夫
丹尼斯·德米特里耶維奇·切雷舍夫（俄語：Дени́с Дми́триевич Че́рышев；1990年11月26日—）是一名俄羅斯職業足球員，司職中場。現效力於意乙俱樂部威尼斯及俄羅斯國家足球隊。

## 国家队生涯
2018年夏天，卓利舒夫入选俄罗斯国家队出战自家世界杯的最后23人名单。在揭幕战对阵沙地阿拉伯的比赛中，他在第22分钟入替受伤的阿倫·迪沙哥夫，並分別在上下半场接近完结前射进一球，为东道主分別拉开至2-0及4-0，最终揭幕战以5-0作收。他在小组赛第二场对埃及亦有一入球，更追平當时同样入三球的C罗纳度。不過不光荣的是，他在小组赛最后一轮对阵烏拉圭时不慎打入烏龙球。16强对阵西班牙，他在点球大战階段中罚入決胜点，因同点对手罚失而成功晉级。8强对战克罗埃西亚，他千里走单骑射入世界球，先为俄罗斯领先，可惜在点球大战階段中不敵最后成为亚军的克罗埃西亞。他以四球进帐结束这屆世界盃旅程。

## 外部連結
- Soccerway資料庫：丹尼斯·切雷舍夫